# 1975年のラジオ (日本)
1975年のラジオ (日本)では、1975年の日本のラジオ番組、その他ラジオ界の動向について記す。

## 節目

### 番組周年・記念回
- 1000回 - ラジオ朝市（6月23日、CBCラジオ）[1]

## 特別番組

### 5月放送
- 5日 - ヤング歌の祭典（NHKラジオ第1放送）

### 12月放送
- 14日 - 2525ナマナマ大放送（CBCラジオ）[1]
- 24日 - 25日 - ラジオ・チャリティ・ミュージックソン（ニッポン放送・STVラジオ・九州朝日放送）

## 開始番組

### 1975年1月放送開始
宮崎放送
- 6日 - 私たちの作文

エフエム東京
- 4日 - 音楽ってなんだ!

### 1975年3月放送開始
ニッポン放送
- 10日 - あおぞらワイド

朝日放送
- 31日
  - おしゃべり横丁ABC
  - 歌謡曲ぶっつけ本番

中国放送
- 31日 - なんでもジョッキー

### 1975年4月放送開始
NHKラジオ第1放送
- 7日 - ひるの散歩道

NHK-FM放送
- 13日 - サンデーミュージック

STVラジオ
- 7日 - オハヨー!ほっかいどう
- 12日 - おくさま広場
- 開始日不明
  - 河村通夫のアタックヤング
  - 横山和之のアタックヤング

東京放送
- 5日 - 三國一朗の土曜ワイドラジオTokyo
- 開始日不明 - サウンズ・ウィズ・コーク

文化放送
- 7日 - 男のワイド

ニッポン放送
- 7日 - 大入りダイヤルまだ宵の口
- 13日 - くず哲也の日曜はダメよ

朝日放送
- 6日 - 近鉄バファローズアワー

毎日放送
- 7日
  - ラジオリビング〜おはよう田中美紀です〜
  - プロ野球ハイライト男の世界
  - 毎日放送ラジオ大通り
- 12日
  - ラジオリビング〜おはよう小山乃里子です〜
  - ごきげん土曜大作戦
  - 毎日放送 土曜競馬

西日本放送
- 7日 - さわやかラジオ

エフエム東京
- 1日 - 小室等の音楽夜話
- 5日 - 名演奏を訪ねて

日本短波放送
- 開始日不明 - 私の書いたポエム

### 1975年6月放送開始
エフエム東京
- 1日 - レコパル音の仲間たち

ラジオ関東
- 開始日不明 - ゴー・ゴー・ナイアガラ

### 1975年7月放送開始
NHKラジオ第1放送
- 4日 - 海洋博だより

### 1975年8月放送開始
ニッポン放送
- 2日 - ロッテヤンスタNo1

### 1975年9月放送開始
ニッポン放送
- 開始日不明 - 小林麻美のオールナイトニッポン[2]

### 1975年10月放送開始
東京放送
- 開始日不明
  - ゴールデン・ワイド 渥美清「ラジオにて発します」
  - ゴールデン・ワイド“ヒューマンドキュメント”歌は世界をめぐる
  - ラジオスペシャル

文化放送
- 11日 - ロッキュメンタリー
- 12日 - ロッキュべーション
- 開始日不明 - ヤング・パートナー ブラボー!キャンディーズ[2]

ニッポン放送
- 開始日不明
  - くり万太郎のオールナイトニッポン
  - NISSANラジオパラダイス

朝日放送
- 6日 - 歌謡大全集

毎日放送
- 6日
  - 毎日放送ラジオ朝市
  - 今朝の焦点
  - 問答有用
- 12日 - サンデー・フレッシュわいのわいの90!!

大阪放送
- 5日 - こちらOBC報道部です

山口放送
- 18日 - Swing Saturday ねぎって行こう!

エフエム東京
- 1日 - コーヒータイム
- 7日 - ミュージック・テンダリー

### 1975年11月放送開始
ニッポン放送
- 開始日不明 - 山口百恵のラブリータイム[2]

朝日放送
- 9日 - 中央競馬実況中継

毎日放送
- 3日 - 斎藤努の700・松井昭憲の700
- 7日 - ハロー!ナショナルショウルーム

エフエム東京
- 2日 - パイオニア・サウンドアプローチ

### 1975年12月放送開始
毎日放送
- 1日 - ホットのしゃべって当てまショー!
- 7日 - レディースサンデージョッキー

### 開始日不明
東北放送
- 近石真介の「味のある話」

ニッポン放送
- ヤッホーアグネス[2]

日本短波放送
- BCLワールドタムタム

## 終了番組

### 1975年3月放送終了
NHKラジオ第1放送
- 27日 - ひるの軽音楽

NHKラジオ第2放送
- 14日
  - 行こうみんなで
  - 技術と生活
  - 放送クラブ
- 15日 - 国語研究
- 18日 - あすに向かって
- 19日 - 世界の歴史

東京放送
- 29日 - 永六輔の土曜ワイドラジオTokyo
- 30日 - 日曜ワイドラジオTOKYO

### 1975年4月放送終了
NHKラジオ第1放送
- 6日 - こどもニュース

NHK-FM放送
- 6日 - リズムアワー

### 1975年10月放送終了
文化放送
- 3日 - ハローパーティー